# Flora and Sylva
Flora and Sylva (abreviado Fl. & Sylva) fue una revista con ilustraciones y descripciones botánicas que fue publicada en Londres desde el año 1903 hasta 1905 con el nombre de Flora and Sylva. A Monthly Review for Lovers of Garden, Woodland, Tree or Flower; New and Rare Plants, Trees, Shrubs, and Fruits; the Garden Beautiful, Home Woods, and Home Landscape.